# Ștefan Negrișan
Ștefan Negrișan (ur. 9 września 1958 w Peceneaga) – rumuński zapaśnik walczący w stylu klasycznym. Olimpijczyk z Los Angeles 1984, gdzie zajął czwarte miejsce w kategorii 68 kg.
Czterokrotny uczestnik mistrzostw świata; złoty medalista w 1985 i brązowy w 1982. Trzy razy sięgał po tytuł wicemistrza Europy; w 1982, 1984 i 1985 roku.
- Turniej w Los Angeles 1984

Pokonał Saida as-Sawakina z Maroka, Lee Yeon-ika z Korei Południowej i Dietmara Streitlera z Austrii. Przegrał z Vlado Lisjakiem z Jugosławii i Jamesem Martinezem z USA.